# Heißhaken
Der Heißhaken ist ein an Seil, Talje oder Tau befestigter Haken, der dem Heißen oder Fieren von Gegenständen dient. Der Begriff leitet sich vom „Heißen“, dem seemännischen Begriff für „Heraufziehen“, ab.
Eine besondere Bedeutung haben unter Last auslösbare Heißhaken im Bereich der Rettungsboote von Schiffen und Offshore-Anlagen. Hier soll auf der einen Seite verhindert werden, dass ein Boot zu früh in das Wasser stürzt und dadurch Menschen verletzt oder getötet werden, auf der anderen Seite soll es ermöglicht werden, das Boot auch dann zu lösen, wenn durch die besonderen Umstände der Notfallsituation ein Haken unter Last steht, obwohl das Boot gelöst werden könnte. Diese Heißhaken besitzen meist eine hydraulische Verriegelung, bei der ein Hebel das Aufhängeglied über die Hakenspitze hinausschiebt.